# 尤爾基夫卡 (圖利欽區)
48°41′33″N 28°34′43″E / 48.69250°N 28.57861°E
尤爾基夫卡（烏克蘭語：Юрківка），是烏克蘭的村落，位於該國西南部文尼察州，由圖利欽區負責管轄，始建於1699年，面積4.15平方公里，海拔高度301米，2001年該村落人口1,417。